# Championnat d'Allemagne de hockey sur glace 2025-2026
Saison précédente Saison suivante
La saison 2025-2026 est la 32e saison du Championnat d'Allemagne de hockey sur glace depuis la création de la Deutsche Eishockey-Liga.

## DEL

### Participants
| \| Augsbourg Berlin Dresde Bremerhaven Francfort-sur-le-Main Ingolstadt Iserlohn Cologne Mannheim Munich Nuremberg Villingen-Schwenningen Straubing Wolfsbourg \| Localisation des clubs engagés dans le championnat. |
| Augsbourg Berlin Dresde Bremerhaven Francfort-sur-le-Main Ingolstadt Iserlohn Cologne Mannheim Munich Nuremberg Villingen-Schwenningen Straubing Wolfsbourg                                                           |

| Équipe                         | Ville                  | Patinoire                     | Capacité |
| ------------------------------ | ---------------------- | ----------------------------- | -------- |
| Augsburger Panther             | Augsbourg              | Curt Frenzel Stadion          | 6 218    |
| Eisbären Berlin                | Berlin                 | Mercedes-Benz Arena           | 14 500   |
| Dresdner Eislöwen              | Dresde                 | EnergieVerbund Arena          | 4 412    |
| Fischtown Pinguins Bremerhaven | Bremerhaven            | Eisarena Bremerhaven          | 4 647    |
| Frankfurt Lions                | Francfort-sur-le-Main  | Eissporthalle Frankfurt       | 6 946    |
| ERC Ingolstadt                 | Ingolstadt             | Saturn Arena                  | 4 681    |
| Iserlohn Roosters              | Iserlohn               | Balver Zinn Arena             | 4 997    |
| Kölner Haie                    | Cologne                | Lanxess Arena                 | 18 500   |
| Adler Mannheim                 | Mannheim               | SAP Arena                     | 13 600   |
| EHC Munich                     | Munich                 | Olympia-Eissportzentrum       | 6 256    |
| Nürnberg Ice Tigers            | Nuremberg              | Arena Nürnberger Versicherung | 8 200    |
| Schwenninger Wild Wings        | Villingen-Schwenningen | Helios Arena                  | 6 215    |
| Straubing Tigers               | Straubing              | Eisstadion am Pulverturm      | 5 825    |
| Grizzlys Wolfsbourg            | Wolfsbourg             | Eis Arena Wolfsburg           | 4 668    |

### Saison Régulière
La saison régulière commence le 9 septembre 2025 et se termine le 15 mars 2026.

#### Classement
| Clt   | Équipe                         | PJ | V | VP | VF | D | DP | DF | BP | BC | Diff | Pts |
| ----- | ------------------------------ | -- | - | -- | -- | - | -- | -- | -- | -- | ---- | --- |
| +001, | Augsburger Panther             | 0  | 0 | 0  | 0  | 0 | 0  | 0  | 0  | 0  | 0    | 0   |
| +002, | Eisbären Berlin T              | 0  | 0 | 0  | 0  | 0 | 0  | 0  | 0  | 0  | 0    | 0   |
| +003, | Dresdner Eislöwen P            | 0  | 0 | 0  | 0  | 0 | 0  | 0  | 0  | 0  | 0    | 0   |
| +004, | Fischtown Pinguins Bremerhaven | 0  | 0 | 0  | 0  | 0 | 0  | 0  | 0  | 0  | 0    | 0   |
| +005, | Löwen Frankfurt                | 0  | 0 | 0  | 0  | 0 | 0  | 0  | 0  | 0  | 0    | 0   |
| +006, | ERC Ingolstadt                 | 0  | 0 | 0  | 0  | 0 | 0  | 0  | 0  | 0  | 0    | 0   |
| +007, | Iserlohn Roosters              | 0  | 0 | 0  | 0  | 0 | 0  | 0  | 0  | 0  | 0    | 0   |
| +008, | Kölner Haie                    | 0  | 0 | 0  | 0  | 0 | 0  | 0  | 0  | 0  | 0    | 0   |
| +009, | Adler Mannheim                 | 0  | 0 | 0  | 0  | 0 | 0  | 0  | 0  | 0  | 0    | 0   |
| +010, | EHC Munich                     | 0  | 0 | 0  | 0  | 0 | 0  | 0  | 0  | 0  | 0    | 0   |
| +011, | Nürnberg Ice Tigers            | 0  | 0 | 0  | 0  | 0 | 0  | 0  | 0  | 0  | 0    | 0   |
| +012, | Schwenninger Wild Wings        | 0  | 0 | 0  | 0  | 0 | 0  | 0  | 0  | 0  | 0    | 0   |
| +013, | Straubing Tigers               | 0  | 0 | 0  | 0  | 0 | 0  | 0  | 0  | 0  | 0    | 0   |
| +014, | Grizzlys Wolfsbourg            | 0  | 0 | 0  | 0  | 0 | 0  | 0  | 0  | 0  | 0    | 0   |

- Qualifié pour les quarts de finale
- Qualifié pour le tour préliminaire
- relégation en DEL2

## DEL2
La saison 2025-2026 est la 13e saison du Championnat d'Allemagne de hockey sur glace D2 depuis la création de la Deutsche Eishockey-Liga 2.
La saison commence le 19 septembre 2025 et se termine le 8 mars 2025.

### Participants
| \| Cassel Krefeld Ravensbourg Rosenheim Landshut Weiden Weißwasser Fribourg-en-Brisgau Bad Nauheim Kaufbeuren Crimmitschau Ratisbonne Bietigheim-Bissingen Düsseldorf \| Localisation des clubs engagés dans le championnat. |
| Cassel Krefeld Ravensbourg Rosenheim Landshut Weiden Weißwasser Fribourg-en-Brisgau Bad Nauheim Kaufbeuren Crimmitschau Ratisbonne Bietigheim-Bissingen Düsseldorf                                                           |

| Équipe                | Ville                | Patinoire                    | Capacité |
| --------------------- | -------------------- | ---------------------------- | -------- |
| Bietigheim Steelers   | Bietigheim-Bissingen | Eisstadion im Ellental       | 4 517    |
| Düsseldorfer EG       | Düsseldorf           | PSD Bank Dome                | 13 400   |
| EC Bad Nauheim        | Bad Nauheim          | Colonel-Knight-Stadion       | 4 500    |
| Kassel Huskies        | Cassel               | Eissporthalle Kassel         | 6 100    |
| ETC Crimmitschau      | Crimmitschau         | Eisstadion im Sahnpark       | 5 222    |
| EHC Freiburg          | Fribourg-en-Brisgau  | Franz-Siegel-Halle           | 5 800    |
| Krefeld Pinguine      | Krefeld              | Königpalast                  | 8 029    |
| EV Landshut           | Landshut             | Eisstadion Gutenbergweg      | 4 448    |
| ESV Kaufbeuren        | Kaufbeuren           | Eisstadion am Berliner Platz | 3 100    |
| Ravensburg Towerstars | Ravensbourg          | Eissporthalle Ravensbourg    | 3 418    |
| Starbulls Rosenheim   | Rosenheim            | Städtisches Kathrein-Stadion | 4 750    |
| Lausitzer Füchse      | Weißwasser           | Eisarena Weißwasser          | 2 750    |
| Eisbären Regensburg   | Ratisbonne           | Donau-Arena                  | 4 712    |
| Blue Devils Weiden    | Weiden               | Hans-Schröpf-Arena           | 2 560    |

### Contexte
Les 14 équipes jouent un double tour (52 matchs chacune). Les six premières équipes se qualifient directement pour les quarts de finale des barrages, qui se jouent au meilleur des sept. Les équipes aux places 7 à 10, disputent un tour préliminaire pour se qualifier pour les quarts de finales. Les équipes classées 11 à 14 disputent un tournois de relégation.

### Saison régulière

#### Classement
| Clt   | Équipe                  | PJ | V | VP | VF | D | DP | DF | BP | BC | Diff | Pts |
| ----- | ----------------------- | -- | - | -- | -- | - | -- | -- | -- | -- | ---- | --- |
| +001, | EC Kassel Huskies       | 0  | 0 | 0  | 0  | 0 | 0  | 0  | 0  | 0  | 0    | 0   |
| +002, | Krefeld Pinguine        | 0  | 0 | 0  | 0  | 0 | 0  | 0  | 0  | 0  | 0    | 0   |
| +003, | Ravensburg Towerstars   | 0  | 0 | 0  | 0  | 0 | 0  | 0  | 0  | 0  | 0    | 0   |
| +004, | Bietigheim Steelers P   | 0  | 0 | 0  | 0  | 0 | 0  | 0  | 0  | 0  | 0    | 0   |
| +005, | Starbulls Rosenheim     | 0  | 0 | 0  | 0  | 0 | 0  | 0  | 0  | 0  | 0    | 0   |
| +006, | EV Landshut             | 0  | 0 | 0  | 0  | 0 | 0  | 0  | 0  | 0  | 0    | 0   |
| +007, | Blue Devils Weiden      | 0  | 0 | 0  | 0  | 0 | 0  | 0  | 0  | 0  | 0    | 0   |
| +008, | Lausitzer Füchse        | 0  | 0 | 0  | 0  | 0 | 0  | 0  | 0  | 0  | 0    | 0   |
| +009, | EHC Freiburg            | 0  | 0 | 0  | 0  | 0 | 0  | 0  | 0  | 0  | 0    | 0   |
| +010, | EC Bad Nauheim          | 0  | 0 | 0  | 0  | 0 | 0  | 0  | 0  | 0  | 0    | 0   |
| +011, | ESV Kaufbeuren          | 0  | 0 | 0  | 0  | 0 | 0  | 0  | 0  | 0  | 0    | 0   |
| +012, | Eispiraten Crimmitschau | 0  | 0 | 0  | 0  | 0 | 0  | 0  | 0  | 0  | 0    | 0   |
| +013, | Eisbären Regensburg     | 0  | 0 | 0  | 0  | 0 | 0  | 0  | 0  | 0  | 0    | 0   |
| +014, | Düsseldorfer EG R       | 0  | 0 | 0  | 0  | 0 | 0  | 0  | 0  | 0  | 0    | 0   |

- Qualifié pour les quarts de finale
- Qualifié pour le tour préliminaire
- Poule de maintien